# 티베리오 구아렌테
티베리오 구아렌테(이탈리아어: Tiberio Guarente, 1985년 11월 1일, 피사 ~ )는 이탈리아의 전 축구 선수로, 포지션은 미드필더이다.